# 小璜镇
小璜镇，是中华人民共和国江西省抚州市东乡区下辖的一个乡镇级行政单位。

## 行政区划
小璜镇下辖以下地区：
小璜社区、小璜村、孙圳村、横山村、洋湖村、鲁家村、三背村、广昌村、古圳村、下湖村、枫林村、肥泉村、余家村和岭上村。